# Госпожа Съблазън
Госпожа Съблазън (на испански: Señora tentación) е пуерториканска теленовела от 1993 година.

## Сюжет
„Госпожа Съблазън“ е една вечна история... това е историята на Роса Морено и нейните перипетии по пътя ѝ в превръщането в „Госпожа Съблазън“.
Защо Роса Морена страда? Защо животът ѝ се превръща в ад?
По стечение на обстоятелствата, в кабарето, където работи и по-късно се превръща в Госпожа Съблазън, пристига един мъж – „Ел Инфиерно“ (Адът)...
Историята се развива в републиката Сан Маркос (измислена за целите на историята), която би била рай, ако не страдаше от диктатурата на Генерал Бустийос.
Бустийос е лудо влюбен в Роса Морено, която е съпруга на негов подчинен. Той се запознава с Роса точно когато тя решава да се разведе със съпруга си заради постоянните му забежки с различни жени... Това е една болна страст, която го отвежда до падение...
Теленовелата е едно романтично и носталгично припомняне на 50-те години на XX век под незабравимите звуци на болерото със същото име и прекрасния глас на Лусия Мендес...

## В България
В България теленовелата е излъчена през 1995 г. по Нова телевизия с български дублаж. Ролите се озвучават от Таня Димитрова, Силвия Русинова, Лидия Вълкова, Васил Бинев, Иван Танев, Мариус Донкин и Пламен Манасиев.